# Solid (альбом)
Solid (рус. Монолит) — пятый студийный альбом группы U.D.O., вышедший в 1997 году. Первый альбом группы после её воссоздания.
Название альбома демонстрирует ту музыку, которую Удо всегда хотел играть: жёсткую и тяжёлую
Оригинальный текст (англ.)The title of the album shows what kind of music Udo always wanted to play: hard and heavy
После второго распада Accept, последовавшего в 1996 году, Удо Диркшнайдер и Штефан Кауфманн решили продолжить музыкальную карьеру. Однако последний по медицинским показаниям уже не мог сидеть за ударной установкой и переквалифицировался в гитариста. Пробой пера для группы стала запись вместе с барабанщиком Штефаном Шварцманном, бывшим гитаристом U.D.O. Матиасом Дитом и сессионным басистом Михаелем Восса трибьюта песни Metal Gods группы Judas Priest, после чего Дит оставил музыкальную карьеру, посвятив себя юриспруденции. В группу пришёл гитарист Юрген Граф и басист Фитти Виенхольд и в 1997 году группа на Roxx Studios приступила к записи нового альбома.
После выхода альбома в марте 1997 года, первое выступление группы состоялось только в августе 1997 года на фестивале Wacken Open Air, в силу того что вскоре после релиза Юрген Граф попал в автокатастрофу и группа решила дождаться его выздоровления. Затем музыканты отправились в турне.
Альбом реализовывался Gun Records на компакт-диске (GUN 122). Также компанией Night of the Vinyl Dead был выпущен ограниченный тираж в 350 экземпляров на виниле. Solid более чем год находился в чартах читателей журнала Rock Hard.

## Список композиций
| №   | Название                                 | Перевод названия            | Длительность |
| --- | ---------------------------------------- | --------------------------- | ------------ |
| 1.  | «Independence Day»                       | «День независимости»        | 6:01         |
| 2.  | «Two Faced Woman»                        | «Двуличная женщина»         | 3:38         |
| 3.  | «Desperate Balls»                        | «Безнадёжные яйца»          | 3:54         |
| 4.  | «The Punisher»                           | «Каратель»                  | 4:46         |
| 5.  | «Devil's Dice»                           | «Кубик дьявола»             | 4:33         |
| 6.  | «Bad Luck»                               | «Чёрная полоса»             | 4:56         |
| 7.  | «Preachers of the Night»                 | «Ночные проповедники»       | 4:44         |
| 8.  | «Hate Stinger»                           | «Жало, полное ненависти»    | 4:59         |
| 9.  | «Braindead Hero»                         | «Безмозглый герой»          | 5:13         |
| 10. | «Pray for the Hunted»                    | «Молись за жертву»          | 4:01         |
| 11. | «The Healer»                             | «Знахарь»                   | 6:09         |
| 12. | «Hardcore Lover (только на японском CD)» | «Бескомпромиссный любовник» | 6:09         |

## Синглы
- Two Faced Woman, промосингл, 1997: Two Faced Woman/The Healer (радио-версия)/The Healer (альбомная версия)
- Independence Day, промосингл, 1997: Independence Day/Desperate Balls/The Punisher/Independence Day

## Участники записи
- Удо Диркшнайдер — вокал
- Штефан Кауфманн — гитара
- Юрген Граф — гитара
- Фитти Винхольд — бас-гитара
- Штефан Шварцман — ударные